# D. B. Sweeney
Daniel Bernard Sweeney (Nova Iorque, 14 de novembro de 1961) é um ator de teatro, cinema e televisão.

## Biografia
Nascido e criado em Shoreham, Sweeney tinha um pai descendente de irlandeses e uma mãe funcionária pública. 
Após concluir o ensino médio, fez uma tentativa de ingressar na faculdade, mas acabou optando por seguir carreira artística, quando foi selecionado para um papel em uma peça na Broadway.
Posteriormente, Sweeney atuou em algumas séries de televisão, sempre como ator convidado, até que, em 1987, fez sua estréia no cinema, no filme Jardins de Pedra, de Francis Ford Coppola.
Daí por diante, participou de inúmeras produções de cinema, sem ter conseguido muito destaque. Possivelmente, sua interpretação do jogador de baseball Shoeless Joe Jackson, no filme Fora da Jogada, tenha sido seu trabalho mais proeminente. 
Paralelo aos seus papéis no cinema, Sweeney seguiu trabalhando na televisão, com destaque para seu trabalho na premiada minissérie de faroeste Na Trilha da Solidão, estrelada por Robert Duvall e Tommy Lee Jones.
Seus trabalhos mais recentes incluem participações, como ator convidado, na séries de televisão House e Jericho.

## Filmografia (resumida)
Cinema
- Brother Bear (2003)
- O Silêncio de Melinda (Speak) (2004)
- Hardball- O Jogo da Vida (2001)
- Dinossauro (2000)
- Fogo no Céu (1993)
- Um Casal Quase Perfeito (1992)
- Aventuras no Deserto Azul (1991)
- Memphis Belle- A Fortaleza Voadora (1990)
- Fora da Jogada (1988)
- Jardins de Pedra (1987)
- Atraídos Pelo Perigo (1987)

Televisão
- Jericho (2006)
- House (2004)
- Strange Luck (1996)
- Na Trilha da Solidão (1989)
- Two and a Half Man ( Larry )